# Pat (Altes Ägypten)
Pat steht als altägyptische Bezeichnung für den Begriff „Elite“, wobei Horus in den Pyramidentexten als „Herr der Pat“ bezeichnet wird. In der ägyptischen Mythologie werden die Pat in Verbindung vom Fest der aufgehackten Erde und der Gottheit Osiris erwähnt: „Die Unterweltlichen stimmen schön ist dein Aufgang an, wenn du herauskommst aus der Nacht-Barke und einsteigst in die Tages-Barke, wie es dir Horus, der Herr der Pat, befohlen hat.“